# National Hockey League 1924/1925
National Hockey League 1924/1925 var den åttonde säsongen av NHL. Sex lag spelade 30 matcher var i grundserien innan spelet om Stanley Cup inleddes den 11 mars 1925. Stanley Cup vanns av Victoria Cougars som tog sin första titel efter finalseger mot Montreal Canadiens med 3-1 i matcher. Victoria Cougars fick spela om Stanley Cup efter vinst i WCHL.
Hamilton Tigers spelade sin sista säsong i NHL innan laget flyttade till New York och bytte namn till New York Americans.
Ligan fick två helt nya lag i Boston Bruins och Montreal Maroons, och Boston Bruins blev USA:s första lag i ligan.

## Grundserien
| Nr | Lag                   | S  | V  | O | F  | GM | IM  | MS  | P  |
| -- | --------------------- | -- | -- | - | -- | -- | --- | --- | -- |
| 1  | Hamilton Tigers       | 30 | 19 | 1 | 10 | 90 | 60  | +30 | 39 |
| 2  | Toronto St. Patricks  | 30 | 19 | 0 | 11 | 90 | 84  | +6  | 38 |
| 3  | Montreal Canadiens    | 30 | 17 | 2 | 11 | 83 | 56  | +27 | 36 |
| 4  | Ottawa Senators       | 30 | 17 | 1 | 12 | 83 | 66  | +17 | 35 |
| 5  | Montreal Maroons (NY) | 30 | 9  | 2 | 19 | 45 | 65  | −20 | 20 |
| 6  | Boston Bruins (NY)    | 30 | 6  | 0 | 24 | 49 | 119 | −70 | 12 |

## Poängligan 1924/1925
Not: SM = Spelade matcher, M = Mål, A = Assists, P = Poäng
| Spelare          | Lag                 | SM | M  | A  | P  |
| ---------------- | ------------------- | -- | -- | -- | -- |
| Cecil "Babe" Dye | Toronto St Patricks | 29 | 38 | 6  | 44 |
| Cy Denneny       | Ottawa Senators     | 28 | 27 | 15 | 42 |
| Aurèle Joliat    | Montreal Canadiens  | 24 | 29 | 11 | 40 |
| Howie Morenz     | Montreal Canadiens  | 30 | 27 | 7  | 34 |
| Billy Boucher    | Montreal Canadiens  | 30 | 18 | 13 | 31 |
| Jack Adams       | Toronto St Patricks | 27 | 21 | 8  | 29 |
| Billy Burch      | Hamilton Tigers     | 27 | 20 | 4  | 24 |
| Red Green        | Hamilton Tigers     | 30 | 19 | 4  | 23 |
| Jimmy Herberts   | Boston Bruins       | 30 | 17 | 5  | 22 |
| Hap Day          | Toronto St Patricks | 26 | 10 | 12 | 22 |

## Slutspelet 1925
Tre lag gjorde upp om Stanley Cup-bucklan. Ettan i serien var direktkvalificerad till finalen. Tvåan och trean spelade semifinal i bäst av två matcher där den som gjort flest mål gick till final. Finalen spelades i bäst av två matcher där den som gjort flest mål fick spela om Stanley-Cup mot vinnaren från WCHL i bäst av fem matcher.
Detta var sista säsongen ett lag utanför NHL vann Stanley Cup.

### NHL-semifinal
Toronto St Patricks vs. Montreal Canadiens
Montreal Canadiens vann serien med 5-2 i målskillnad.

### NHL-final
Hamilton Tigers vs. Montreal Canadiens
Montreal Canadiens vann på walk-over mot Hamilton Tigers. Hamilton Tigers spelare ville ha mer betalt för slutspelsmatcherna men eftersom de inte fick det vägrade de att spelade finalen mot Montreal.

## Stanley Cup-final
Victoria Cougars vs. Montreal Canadiens
Victoria Cougars vann serien med 3-1 i matcher

## Slutspelets poängliga
Not: SM = Spelade matcher; M = Mål; A = Assists; P = Poäng
| Spelare      | Lag                | SM | M | A | P |
| ------------ | ------------------ | -- | - | - | - |
| Howie Morenz | Montreal Canadiens | 6  | 7 | 1 | 8 |

## NHL Awards
| 1924–25 NHL Awards      | 1924–25 NHL Awards             |
| ----------------------- | ------------------------------ |
| Prince of Wales Trophy: | Montreal Canadiens             |
| Hart Memorial Trophy:   | Billy Burch, Hamilton Tigers   |
| Lady Byng Trophy:       | Frank Nighbor, Ottawa Senators |